# Desenci
Desenci este o localitate din comuna Destrnik, Slovenia, cu o populație de 34 de locuitori.